# Óscar Fernández Monroy
Óscar Fernández Monroy (Città del Messico, 23 dicembre 1987) è un ex calciatore messicano, di ruolo attaccante.

## Carriera
Ha giocato nella massima serie messicana.

## Palmarès

### Club

#### Competizioni nazionali
- Supercopa MX: 1

Monarcas Morelia: 2014